# Irga jamkowata
Irga jamkowata (Cotoneaster foveolatus) – gatunek krzewu z rodziny różowatych (Rosaceae). Pochodzi z widnych lasów oraz brzegów strumieni środkowych Chin.

## Morfologia
Dorasta do 3 m wysokości, kwitnie w maju.